# Pave Sixtus 5.
Pave Sixtus 5. (født Felice Peretti 13. december 1521 – 27. august 1590)var pave fra 1585 til 1590.

## Biografi
Felice Peretti blev født nær Grottammare i Marche. Søn af Piergentile di Giacomo (Peretto) og Marianna da Frontillo. Han tog efternavnet Peretto i 1551, men var bedre kendt under navnet Montalto. Han blev opfostret i fattigdom; hans far var gartner, og det siges, at han var svinehyrde som dreng.
Ifølge Andrija Zmajevićs biografi stammede hans far fra Kotorbugten i det nuværende Montenegro og var født i Bjelske Kruševice, en landsby nær Bijela i Šišić-familien (sandsynligvis kaldet Slavjan). Som barn tjente han i et katolsk kloster i Kotor, hvor han konverterede fra serbisk-ortodoks til romersk-katolsk. Han blev derefter taget til Italien af en klosterbroder. Han slog sig ned i Acona, hvor han giftede sig og fik navnet Felice Peretti (Srećko Perić på moderne serbokroatisk). Ikke meget andet er bevaret om hans far, men da Felice Peretti blev pave, genopbyggede han Sankt Hieronimuskirken specielt for dem, der talte illyrisk. Han oprettede også en skole for 11 slaviske klerke ifølge pavelig bulle Sapientiam Sanctorum af 1. august 1589. Skolen blev senere til Sankt Hieronimus' pavelige kroatiske skole.
I en tidlig alder meldte han sig ind i det franciskanske kloster i Montalto delle Marche. Han blev der kendt som Felice di Montalto. Han viste tidligt talent som prædikant og dialektiker. Omkring 1552 blev han opdaget af kardinal Rodolfo Pio da Carpi, patron for Franciskanerordnen, Ghislieri (senere Pius 5.) og Caraffa (senere Paul 4.). Med dem i ryggen var hans fremtid sikret. Han tog til Venedig som medlem af Inkvisitionen, men førte sager så strengt at han skabte forvirring og blev kaldt tilbage i 1560.
Efter en kort tid som fuldmægtig for sin orden, blev han i 1565 tilført den spanske legation, ledet af Buoncampagni (senere Gregor 13.). Den skulle undersøge en mistanke om kætteri mod ærkebiskop Caranza af Toledo. Den store modvilje, han der udviklede mod Buoncampagni, kom til at præge hans senere handlinger. Han hastede tilbage til Rom efter indsættelsen af pave Pius 5. (1566-1572). Her blev han udnævnt til apostolsk vikar af Franciskanerordnen og i 1570 kardinal.
Mens hans politiske fjende Gregor 13. var pave, blev kardinal Montalte (som han var) tvunget til at leve tilbagetrukket. Han boede i Villa Montalte, som var opført af Domenico Fontana ved hans elskede kirke på Esquilinhøjen, hvorfra man kunne se Diocletianus termer. Villaen blev udvidet efter Perreti blev pave og kunne rive bygningerne ned til fire nye gader 1585-1586. Huset bestod af to afdelinger: Palazzo Sistino eller di Termi ("fra badene") og Palazzetto Montalto e Felice. Romere, der blev tvangsflyttet, var vrede. Beslutningen om at bygge en pavelig jernbane station i 1869 var slutningen for Villa Montalte.
Kardinal Montaltes andet område var hans studier. Et af resultaterne var en udgave af Skt. Ambrosius' værker med en meget ukritisk holdning til værket. Denne forsigtighed betød ikke så lidt for hans valg til pave den 24. april 1585; historien om, at han skulle have foregivet affældighed i konklavet for at vinde stemmer, er pure opspind. Han blev blandt andet valgt som pave pga. hans fysiske duelighed.
Den forfærdelige tilstand, Gregor 13. havde efterladt de gejstlige stater i, kaldte på hurtig og effektiv indgriben. Efter en periode med afslappet lovløshed greb Sixtus 5. ind med forfærdende strenghed, som kun de ekstreme forhold kunne retfærdiggøre. Tusinder af soldater skulle skaffe ro, og kort efter var landet igen stille og fredeligt. Derefter gik Sixtus i gang med finanserne. Med salg af kontorene og med indførelsen af nye skatter blev der skabt et overskud, der blev gemt til kritiske tider som korstog eller til forsvar af Den hellige stol. Sixtus 5. priste sig selv, men metoderne han brugte var usunde for økonomien, og nogle af skatterne førte til ruin. Samtidigt betød de pengemangel i finanserne.
Store summer blev brugt på offentlige arbejder, som var planlagt tidligere. Blandt andet skulle der føres vand til bakkerne via Acqua Felice. Der blev lagt nye rør, og han satte sin arkitekt Domenico Fontana i gang med at planlægge Colosseum som silkefabrik med huse til fabrikkens arbejdere. Paven satte ingen grænser for sine planer, og hvad han opnåede, blev altid gennemført med højeste hastighed. Blandt andet
- Færdiggørelse af Peterskirken
- tilføjelse af loggiaen til Laterankirken
- et kapel til kirken Santa Maria Maggiore
- reparationer af Vatikanets kirker
- Landbrug og infrastrukturen fik et løft. Tabt gik mange fortidslevn, som ikke blev tillagt værdi af Sixtus 5.

## Administration af kirken
Sixtus 5. reducerede antallet af kardinaler til 70 og fordoblede antallet af kontorer, der sørger for uafhængighed hos de enkelte menigheder. Jesuitter blev anset som mistænkelige. Han planlagde store ændringer i deres konstitution, men hans død forhindrede fuldbyrdelsen. I 1589 igangsættes en revision af vulgatabibelen.

## Udenrigspolitik
I større politiske sammenhænge vise Sixtus 5. sig visionær og svingende: Han havde store ambitioner som udslettelsen af tyrkerne, erobringen af Egypten og indsættelsen af sin nevø på den franske trone. Men han mødte modstand fra kætterske prinser, og han mistroede Filip 2. af Spanien.
Sixtus 5. erklærede sig enig i en forsat ekskommunikation af Elizabeth 1. af England, og han garanterede et stort beløb til Den spanske Armada, som dog først ville blive udbetalt, når invasionen af England var fuldført. Pga. Spaniens langsomhed blev beløbet aldrig udbetalt. Dermed slap Sixtus 5. for bebrejdelser for at have deltaget i et angreb på en dronning.
Sixtus 5. ekskommunikerede Henrik af Navarra den senere Henrik 4. af Frankrig og bidrog til Den katolske liga. Men han led under den tvungne alliance med Spanien og søgte efter en udvej. Men Henriks sejre i Frankrig og udsigt til, at han ville konvertere til katolicismen, førte til, at Sixtus 5. beordrede Spanien til at løsne sit greb om dens vaklende allierede. Sixtus 5.s forhandlinger med Henrik af Navarra førte til vrede, og man afkrævede ham en forklaring. Han veg udenom og fortsatte uden at give en forklaring.

## Opsummering
Hans dødsleje var omgivet af had, men hans eftertid har anerkendt ham som en af de store skikkelser i modreformationen.
Han kunne være arrogant, impulsiv og streng, men han var åben for nye ideer og kastede sig helhjertet ind i nye projekter. Det førte til mange fremskridt under hans styre.
Ændringerne i Rom er dokumenteret i filmen Rome: Impact of an Idea, med "Edmund N. Bacon" og er baseret på hans bog: "Design of Cities".